# Štáblovice
Štáblovice (niem. Stablowitz) – gmina w Czechach, w powiecie Opawa, w kraju morawsko-śląskim. Według danych z dnia 1 stycznia 2012 liczyła 629 mieszkańców.
Miejscowość została po raz pierwszy wzmiankowana w 1317. Była jedną z tzw. morawskich enklaw na Śląsku (cypla w okolicy Litultovic).
Oprócz Štáblovic do gminy należy również śląska gmina katastralna Lipina.

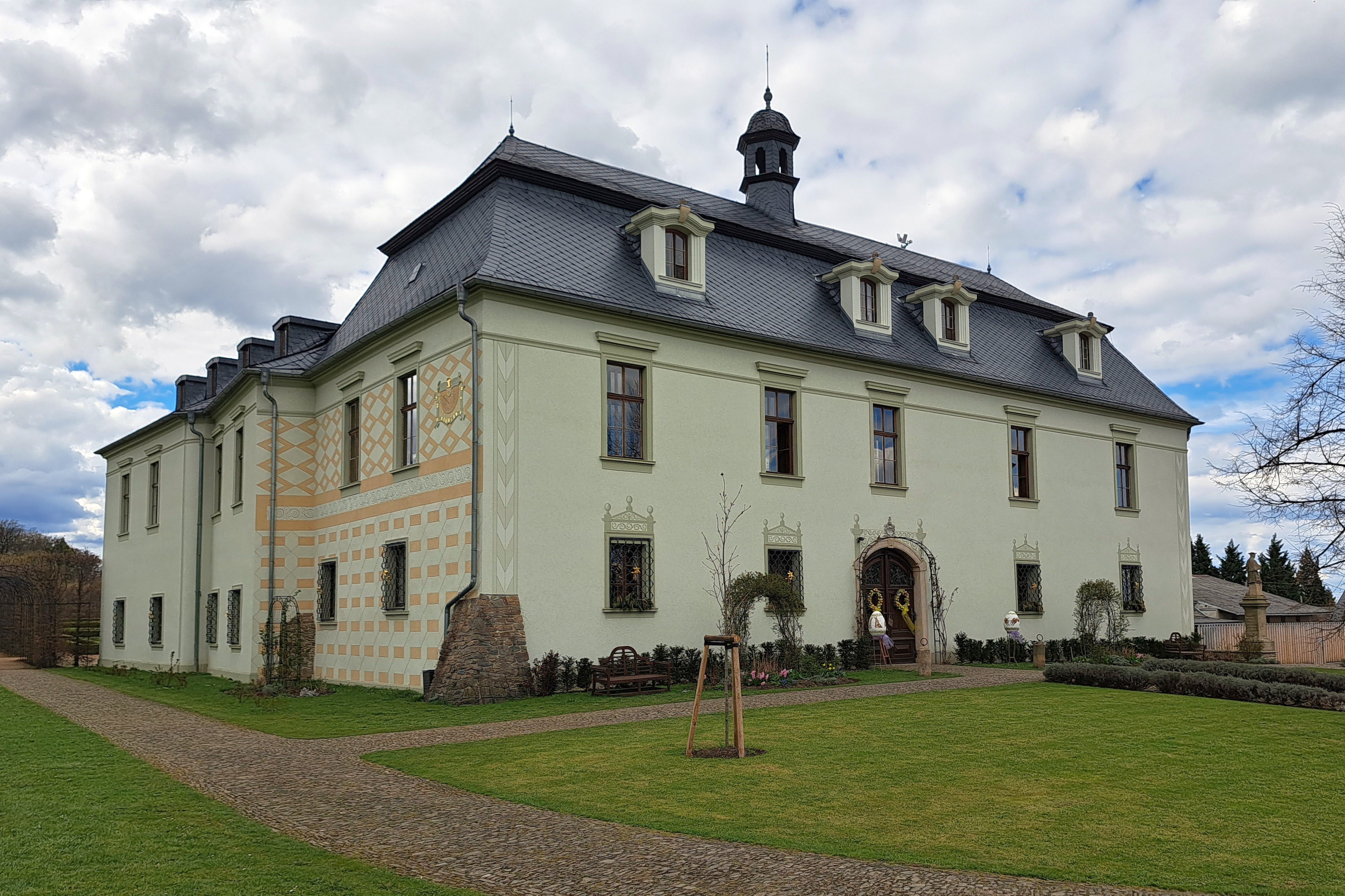
Pałac w Štáblovicach
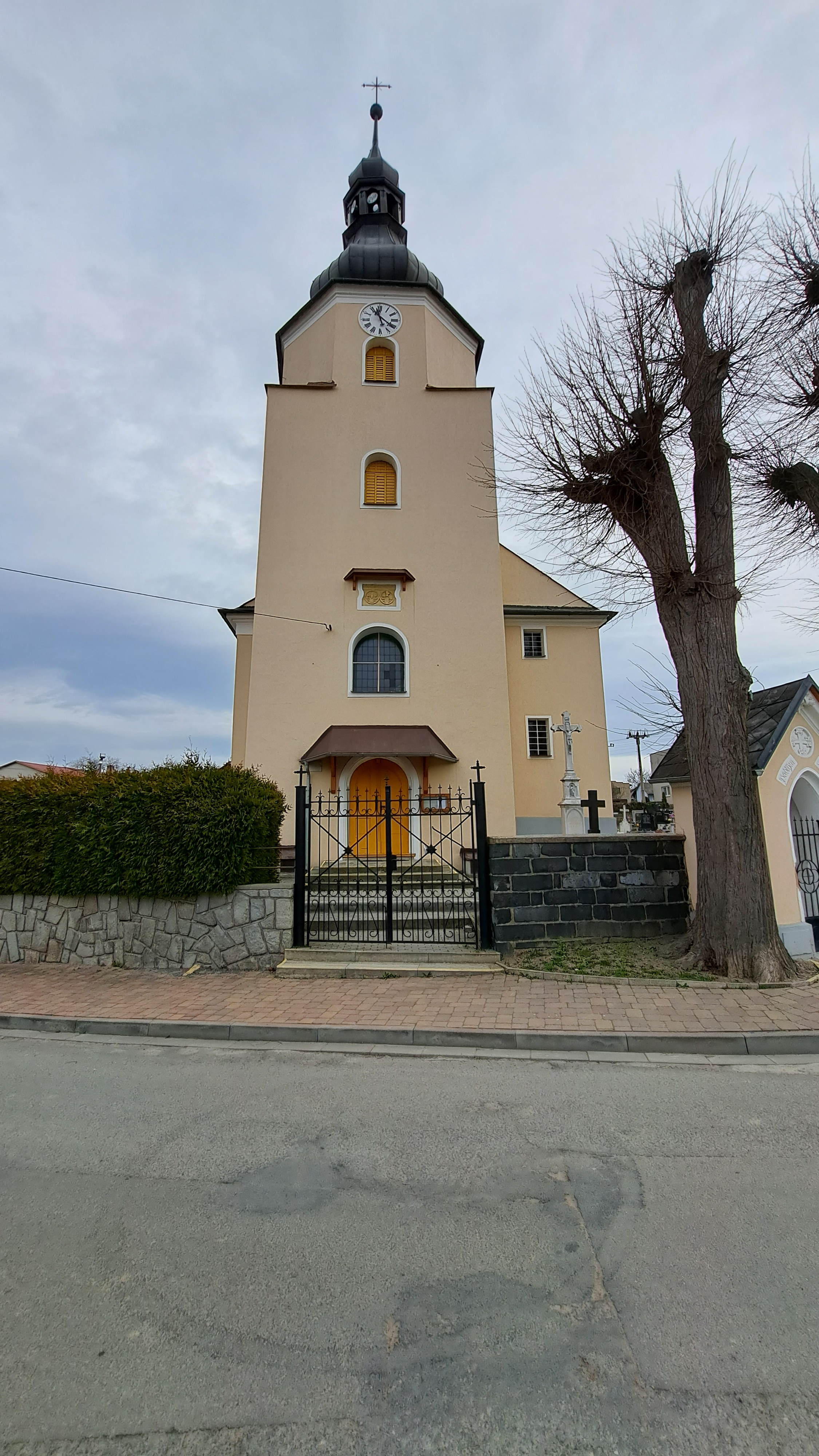
Kościół św. Wawrzyńca
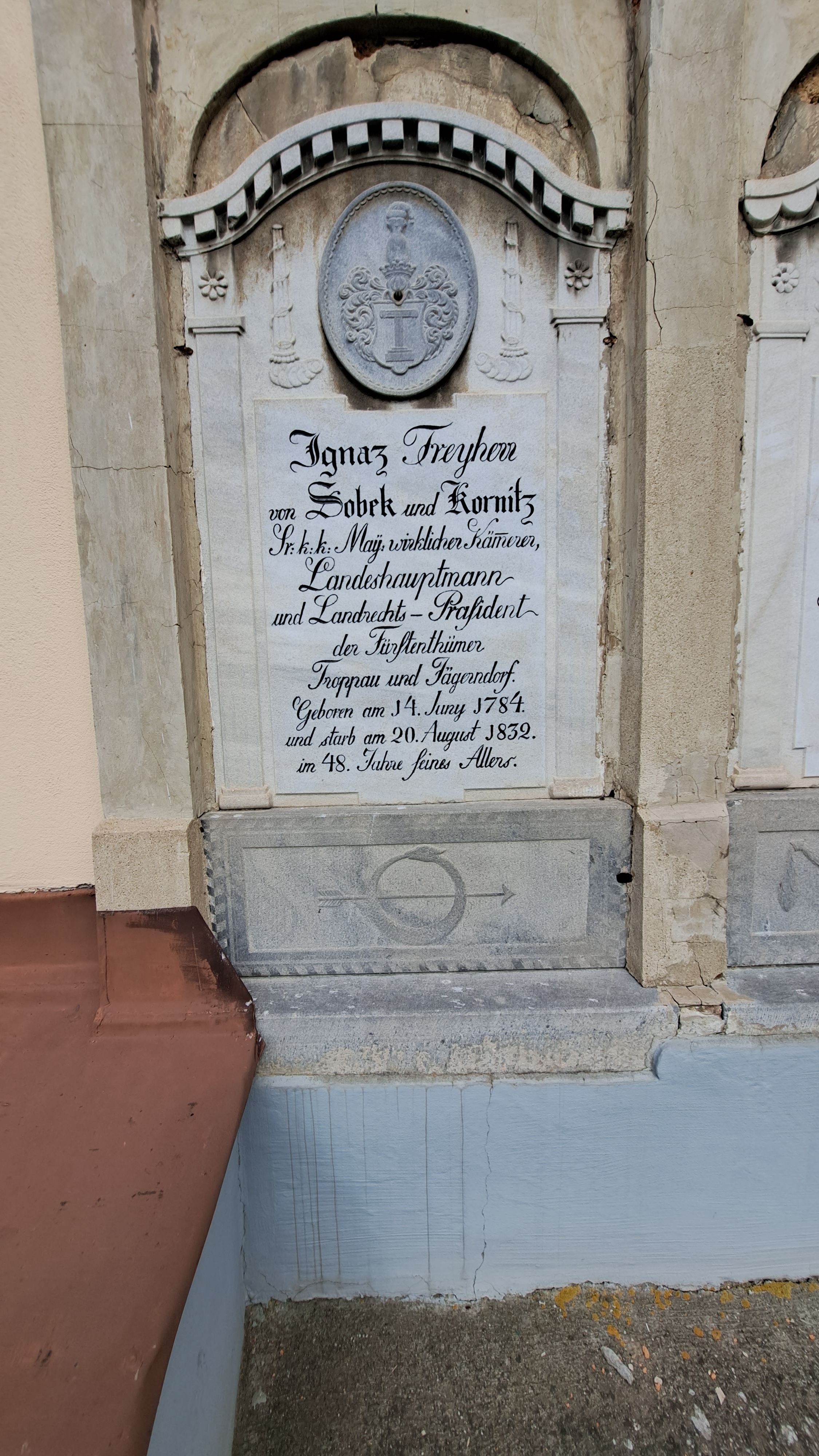
Nagrobek Ignaza v. Sobek u. Kornitz (1784-1832)
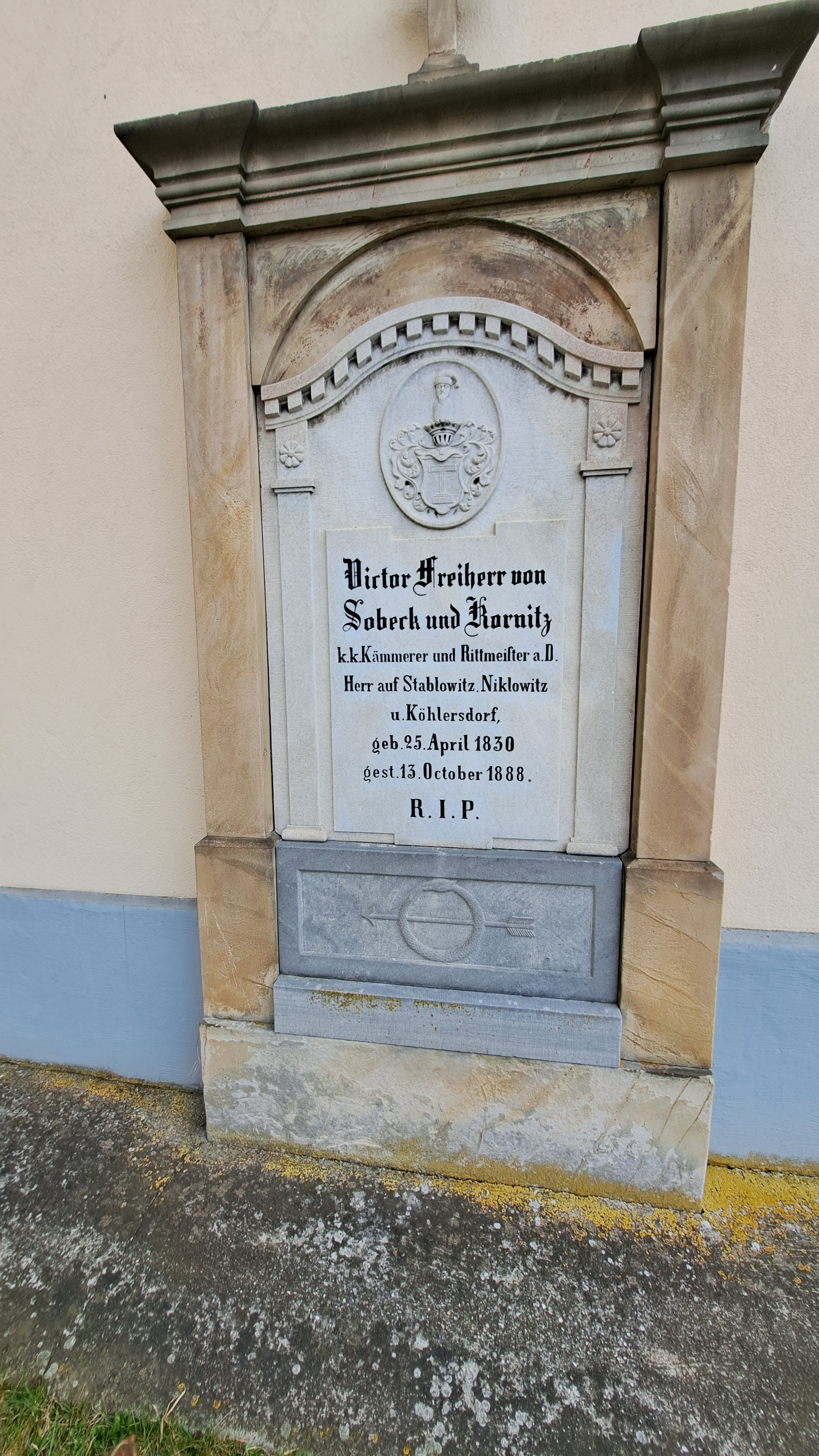
Nagrobek Viktora v. Sobek u. Kornitz (1830-1888)